# Римське царство
Царський період Стародавнього Риму, Римське царство (лат. Regnum Romanum) — найдавніший період історії Стародавнього Риму, в який існувала виборна монархія на чолі з римськими царями. Традиційна хронологія — з 753 року до н. е. (заснування Рима) до повалення останнього царя Тарквінія Гордого і встановлення Римської республіки в 509 році до н. е. Історичні джерела про царський період написані вже в епоху Республіки та Римської імперії і значною мірою мають легендарний характер.

## Історія